# La Villedieu (Charente-Maritime)
La Villedieu település Franciaországban, Charente-Maritime megyében. Lakosainak száma 203 fő (2022. január 1.). La Villedieu Aulnay, Dampierre-sur-Boutonne, Saint-Mandé-sur-Brédoire, Chizé, Ensigné és Villiers-sur-Chizé községekkel határos.

## Népesség
A település népességének változása:
| Lakosok száma | 368  | 285  | 323  | 232  | 207  | 208  | 209  | 210  | 208  | 203  |
|               | 1968 | 1982 | 1990 | 2006 | 2013 | 2015 | 2017 | 2019 | 2020 | 2022 |